# 藤田胸太郎
藤田 胸太郎（ふじた きょうたろう / むねたろう、1867年4月4日（慶應3年2月30日）- 1927年（昭和2年）2月21日）は、明治後期から昭和初期の実業家・政治家。衆議院議員、山梨県会議長、山梨県北都留郡上野原町長。

## 経歴
甲斐国都留郡松留村（山梨県北都留郡巌村、上野原町を経て現上野原市松留）で、藤田重兵衛の四男として生まれる。
1903年（明治36年）山梨県会議員に選出され3期在任し、同参事会員も務め、1911年（明治44年）県会議長に就任した。その後、上野原町を務めた。
1924年（大正13年）5月、第15回衆議院議員総選挙で山梨県第5区から立憲政友会所属で出馬して当選。中央線電化促進などに尽力したが、議員在任中の1927年2月、甲府の旅館で急逝し、衆議院議員に1期在任した。
実業界では、北都留郡甲斐絹同業組合長、都留電燈取締役、同社長、上野原町耕地整理組合長、南北都留甲斐絹同業組合連合会組合長、特許防腐剤合資会社代表社員、都留鉄道運輸取締役などを務めた。

## 国政選挙歴
- 第13回衆議院議員総選挙（山梨県郡部、1917年4月、無所属）次点落選[7]
- 第15回衆議院議員総選挙（山梨県第5区、1924年5月、立憲政友会）当選[8]